# Club Baloncesto Jairis
El Club Baloncesto Jairis, conegut com a Hozono Global Jairis per motius de patrocini, és el club degà de bàsquet de la Regió de Múrcia, amb seu a Alcantarilla. El seu primer equip sènior femení competeix en la Lliga Femenina des de la temporada 2022-23.

## Història
Fundat el 1954, és el club de bàsquet més antic de la Regió de Múrcia. Va iniciar la seva activitat esportiva en un solar de terra del poble d'Alcantarilla de la mà d'un grup d'amics sota la denominació IRIS, explica la llegenda que per la diversitat del colorit de les improvisades equipacions dels jugadors. Uns anys més tard, el 1960, afavorit pel seu fundador Fausto Vicent López, i ja sota la denominació definitiva de Club Baloncesto Jairis, el club d'Alcantarilla va començar a participar en competicions federades de bàsquet, futbol i atletisme, si bé en l'actualitat l'esport de la cistella és l'únic que perdura en el club.
La temporada 2013-14 va aconseguir els ascensos dels seus tres equips sènior (a LF2 i 1a Nacional els femenins, i a Lliga EBA el masculí), fet que no havia aconseguit cap club estatal, i que va merèixer el reconeixement exprés del president de la Federació Espanyola de Bàsquet. La temporada 2024-25, el Hozono Global Jairis va guanyar el seu primer títol estatal, la Copa de la Reina.